# Sabana del Rupununí
La Sabana del Rupununí es una llanura en el país suramericano de Guyana, que la administra como parte de la región de Alto Tacutu-Alto Esequibo. Es una ecorregión de pastizales tropicales y subtropicales, sabanas y matorrales.
La sabana del Rupununí se encuentra entre el río Rupununí y los límites con Brasil y Venezuela, este última reclama la región como parte de lo que denomina Guayana Esequiba. La sabana está dividida por las montañas Kanuku.
La sabana está llena de vida silvestre, incluyendo una gran variedad de especies de aves. La sabana es también el hogar del jaguar, así como del águila harpía. La región por lo general sufre las inundaciones en la temporada de lluvias (mayo - agosto).
En 1969 comenzó lo que algunos ganaderos llaman el «levantamiento del Rupununí» (Rupununi Uprising). La revuelta fue sofocada en pocos días.